# Hydroptilina
Hydroptilina is een geslacht van schietmotten uit de familie Hydroptilidae.

## Soorten
Deze lijst is mogelijk niet compleet.
- H. angustipennis AV Martynov, 1934